# Jaqueline Cristian
Jaqueline Adina Cristian (* 5. Juni 1998 in Bukarest) ist eine rumänische Tennisspielerin.

## Karriere
Jaqueline Cristian begann im Alter von fünf Jahren mit dem Tennisspielen, ihr bevorzugter Spielbelag ist der Sandplatz. 2012 machte sie mit dem Einzeltitel beim renommierten Jugendturnier Les Petits As erstmals auf sich aufmerksam. Im gleichen Jahr gab sie ihr Debüt auf der ITF Women’s World Tennis Tour und konnte dort bislang 14 Titel im Einzel und zehn im Doppel gewinnen. Als Juniorin trat sie in den darauffolgenden Jahren zwar in den Nachwuchswettbewerben bei allen vier Grand-Slam-Turnieren an, konnte jedoch nur in Wimbledon 2015 einmal die zweite Runde erreichen. Im Anschluss durfte sie beim WTA-Turnier in ihre Geburtsstadt Bukarest erstmals auf der Damentour starten, nachdem sie von den Organisatoren eine Wildcard für die Qualifikation erhalten hatte, schied dort aber schon zum Auftakt aus. Anschließend errang sie im September in Scharm asch-Schaich ihren ersten Profititel.
In der Saison 2017 konnte Cristian dann ebenfalls als Wildcard gestartet, in Bukarest gegen Kateryna Koslowa ihren ersten Sieg in einem WTA-Hauptfeld erzielen, auf den zwei weitere Titel bei ITF-Turnieren der $25.000-Kategorie in Mamaia und Pune folgten. Der Aufstieg in der Tennisweltrangliste ermöglichte ihr, 2018 in Wimbledon in der Qualifikation zum Hauptfeld eines Grand-Slam-Turniers zu debütieren, jedoch verlor sie ihr Auftaktmatch. Nach stagnierenden Leistungen konnte sie sich 2021 beim Turnier in St. Petersburg aus der Qualifikation bis ins Viertelfinale vorspielen, in dem sie sich Swetlana Kusnezowa geschlagen geben musste. Nach soliden Ergebnissen bei kleineren Turnieren, erreichte Cristian in Nur-Sultan im Oktober zum ersten Mal das Halbfinale eines WTA-Turniers sowie im darauffolgenden Monat in Linz als Lucky Loserin ihr erstes Tour-Endspiel, in dem sie an Alison Riske scheiterte.
Mittlerweile unter die besten 100 der Welt vorgerückt, war Cristian für die Australian Open 2022 automatisch für die Hauptrunde qualifiziert und konnte dort bei ihrer Premiere in einem Grand-Slam-Hauptfeld gegen Greet Minnen auf Anhieb ein Match gewinnen, bevor sie in der zweiten Runde von Madison Keys besiegt wurde. Im Doppel ging sie mit Andrea Petkovic an den Start und erreichte das Achtelfinale. Mit Position 59 wurde sie die Woche danach auf ihrer bislang höchsten Platzierung in der Weltrangliste geführt.
2020 gab Cristian bei der 2:3-Niederlage gegen Russland ihr Debüt für die rumänische Fed-Cup-Mannschaft. Im Einzel schlug sie Weronika Kudermetowa, verlor jedoch an der Seite von Elena-Gabriela Ruse im entscheidenden Doppel gegen Anna Blinkowa und Anna Kalinskaja.

## Turniersiege

### Einzel
| Nr. | Datum              | Turnier             | Kategorie      | Belag             | Finalgegnerin        | Ergebnis         |
| --- | ------------------ | ------------------- | -------------- | ----------------- | -------------------- | ---------------- |
| 1.  | 20. September 2015 | Scharm asch-Schaich | ITF $10.000    | Hartplatz         | Madrie Le Roux       | 6:4, 6:1         |
| 2.  | 5. Juni 2016       | Scharm asch-Schaich | ITF $10.000    | Hartplatz         | Chiara Grimm         | 6:4, 6:3         |
| 3.  | 12. Juni 2016      | Scharm asch-Schaich | ITF $10.000    | Hartplatz         | Zhao Qianqian        | 6:1, 6:2         |
| 4.  | 19. Juni 2016      | Scharm asch-Schaich | ITF $10.000    | Hartplatz         | Ana Savić            | 7:5, 6:4         |
| 5.  | 24. Juli 2016      | Târgu Jiu           | ITF $10.000    | Sand              | Gabriela Talaba      | 7:65, 6:3        |
| 6.  | 7. August 2016     | Târgu Jiu           | ITF $10.000    | Sand              | Anastasia Vdovenco   | 7:5, 6:3         |
| 7.  | 3. September 2017  | Mamaia              | ITF $25.000    | Sand              | Cristina Dinu        | 6:2, 2:6, 6:3    |
| 8.  | 11. November 2017  | Pune                | ITF $25.000    | Hartplatz         | Karman Thandi        | 6:3, 1:6, 6:0    |
| 9.  | 14. April 2019     | Tunis               | ITF W25        | Sand              | Daniela Seguel       | 6:4, 6:0         |
| 10. | 16. Februar 2020   | Trnava              | ITF W25        | Hartplatz         | Sofja Lansere        | 6:1, 4:2 Aufgabe |
| 11. | 18. September 2022 | Le Neubourg         | ITF W80+H      | Hartplatz         | Magali Kempen        | 6:4, 6:4         |
| 12. | 5. März 2023       | Trnava              | ITF W60        | Hartplatz (Halle) | Océane Dodin         | 7:67, 7:64       |
| 13. | 26. März 2023      | Palmanova           | ITF W25        | Sand              | Iryna Schymanowitsch | 6:4, 6:0         |
| 14. | 14. Mai 2023       | Zagreb              | ITF W60        | Sand              | Ella Seidel          | 6:1, 3:6, 7:60   |
| 15. | 30. März 2025      | Puerto Vallarta     | WTA Challenger | Hartplatz         | Linda Fruhvirtová    | 7:5, 6:4         |

### Doppel
| Nr. | Datum             | Turnier             | Kategorie   | Belag             | Partnerin             | Finalgegnerinnen                               | Ergebnis           |
| --- | ----------------- | ------------------- | ----------- | ----------------- | --------------------- | ---------------------------------------------- | ------------------ |
| 1.  | 30. Juni 2013     | Balș                | ITF $10.000 | Sand              | Raluca Elena Joitoiu  | Oana Georgeta Simion Gabriela Talaba           | 7:64, 6:4          |
| 2.  | 16. August 2015   | Arad                | ITF $10.000 | Sand              | Elena-Gabriela Ruse   | Andreea Ghițescu Katarína Strešnáková          | 6:3, 6:4           |
| 3.  | 29. November 2015 | Pereira             | ITF $10.000 | Sand              | Laura Pigossi         | Maria Herazo Gonzalez Daniella Roldan          | 7:5, 6:3           |
| 4.  | 17. Januar 2016   | Fort-de-France      | ITF $10.000 | Hartplatz         | Gaia Sanesi           | Emina Bektas Zoe Gwen Scandalis                | 7:65, 7:65         |
| 5.  | 7. August 2016    | Târgu Jiu           | ITF $10.000 | Sand              | Despina Papamichail   | Julieta Estable Daniela Farfan                 | 6:75, 6:0, [10:5]  |
| 6.  | 9. Oktober 2016   | Scharm asch-Schaich | ITF $10.000 | Hartplatz         | Jacqueline Cabaj Awad | Alona Fomina Anna Morgina                      | 6:3, 7:5           |
| 7.  | 8. September 2017 | Sofia               | ITF $25.000 | Sand              | Anastassija Komardina | Valentini Grammatikopoulou Elena-Gabriela Ruse | 6:3, 6:0           |
| 8.  | 10. November 2017 | Pune                | ITF $25.000 | Hartplatz         | Tereza Mihalíková     | Lee Pei-chi Jana Sisikowa                      | 4:6, 6:3, [10:7]   |
| 9.  | 1. Februar 2020   | Andrézieux-Bouthéon | ITF W60     | Hartplatz (Halle) | Elena-Gabriela Ruse   | Ekaterine Gorgodse Raluca Șerban               | 7:66, 6:74, [10:8] |
| 10. | 30. Oktober 2020  | Istanbul            | ITF W25     | Hartplatz (Halle) | Elena-Gabriela Ruse   | Maia Lumsden Melis Sezer                       | 6:3, 6:4           |

## Abschneiden bei Grand-Slam-Turnieren

### Einzel
| Turnier         | 2018 | 2019 | 2020 | 2021 | 2022 | 2023 | 2024 | 2025 | Karriere |
| --------------- | ---- | ---- | ---- | ---- | ---- | ---- | ---- | ---- | -------- |
| Australian Open | —    | —    | Q1   | Q1   | 2    | 1    | 1    | 3    | 3        |
| French Open     | —    | —    | Q2   | Q3   | —    | Q1   | 1    | 3    | 3        |
| Wimbledon       | Q1   | —    |      | Q1   | —    | 2    | 1    | 1    | 2        |
| US Open         | Q1   | Q1   | —    | Q3   | 1    | Q1   | 1    |      | 1        |

Zeichenerklärung: S = Turniersieg; F, HF, VF, AF = Einzug ins Finale / Halbfinale / Viertelfinale / Achtelfinale; 1, 2, 3 = Ausscheiden in der 1. / 2. / 3. Hauptrunde; Q1, Q2, Q3 = Ausscheiden in der 1. / 2. / 3. Qualifikationsrunde; nicht ausgetragen

## Weltranglistenpositionen am Saisonende
| Jahr   | 2013 | 2014 | 2015 | 2016 | 2017 | 2018 | 2019 | 2020 | 2021 | 2022 | 2023 | 2024 |
| ------ | ---- | ---- | ---- | ---- | ---- | ---- | ---- | ---- | ---- | ---- | ---- | ---- |
| Einzel | 1053 | 1243 | 827  | 355  | 254  | 284  | 205  | 167  | 71   | 148  | 98   | 73   |
| Doppel | 913  | 1028 | 710  | 343  | 309  | 190  | 206  | 176  | 339  | 191  | 240  | 219  |